# Pesem XIV. divizije
Pesem XIV. divizije (znana tudi kot Zaplovi pesem) je ena najbolj znanih in po mnenju nekaterih tudi najlepša slovenska partizanska pesem. Sestavljena je iz dveh kitic ter refrena, ki se po vsaki kitici dvakrat ponovi.

## Nastanek
Besedilo pesmi je najverjetneje novembra 1943 napisal Karel Destovnik Kajuh kot član kulturniške skupine XIV. divizije, uglasbil pa ga je Svetozar Marolt - Špik. V tej verziji je bila pesem še enoglasna in se je pela ob spremljavi harmonike. 
Pesem se je hitro širila in postala popularna. V današnji obliki s štiriglasnim stavkom jo je kasneje uglasbil skladatelj Radovan Gobec.

## Besedilo
Zaplovi pesem borb in zmage preko gmajn, gora,
 
zaplovi pesem divizije Štirinajste v svet,
 
ponesi Tomšiča, duh Šercerja, duh Bračiča
 
po vsej slovenski zemlji in prekali z njim srca.

V borbo, Štirinajsta, juriš!
 
naj se razlega prek sveta!
 
Dvignimo puške in naprej junaško
 
vsi za komandantom v boj. Naprej! (2x)

Ko domovina vstane iz trpljenja in gorja,
 
takrat bo Štirinajsta zmagovito stopala,
 
takrat med prvimi bo stala v vrsti divizij,
 
ki so borile se za boljše in srečnejše dni.

V borbo, Štirinajsta, juriš!
 
naj se razlega prek sveta!
 
Dvignimo puške in naprej junaško
 
vsi za komandantom v boj. Naprej! (2x)